# Quousque tandem abutere, Catilina, patientia nostra?

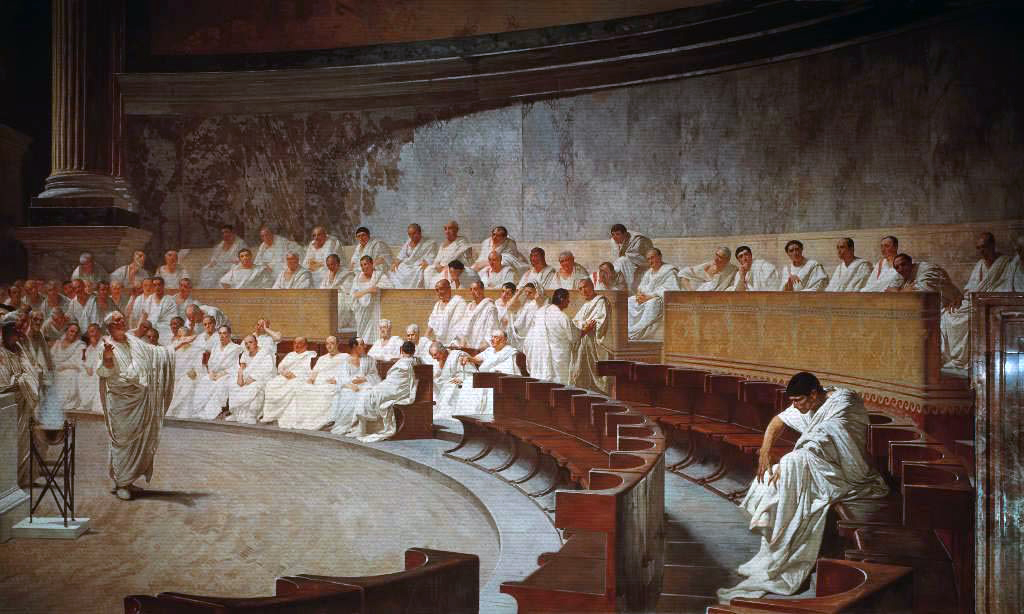
Cicéron dénonce Catilina, fresque de Cesare Maccari – la scène est représentée, à tort, se tenant au Sénat romain – Cicéron est debout à gauche, Catilina est assis à droite, à l'avant-plan, objet de l'ostracisme des autres sénateurs.

« Quousque tandem abutere, Catilina, patientia nostra? »  est une expression latine tirée de la première d'un ensemble de quatre discours  de Marcus Tullius Cicéron, appelés Catilinaires. Elle signifie « Jusqu'à quand, Catilina, abuseras-tu de notre patience ? ».

## Origine
Ces mots violents constituent le célèbre exorde ex abrupto (entrée en matière) du premier discours contre Catilina, qui fut prononcé par Cicéron pour démasquer et punir la deuxième conspiration de Catilina, une tentative de coup d'État par Catilina et ses partisans contre la République romaine.

## Postérité
De nos jours, cette expression est utilisée tantôt pour dénoncer l'hypocrisie d'une personne, son abus de la patience du locuteur, tantôt à titre récréatif. Elle est habituellement prononcée d'un ton douloureux, théâtral. Elle est évidemment bien plus communément utilisée dans les pays dont les enfants étudient le latin. Cette expression ou sa traduction font souvent l’objet de parodies et imitations littéraires ou politiques, où le nom de Catilina est remplacé par une autre cible.
Par exemple en 2012 en Hongrie, une banderole portant l'inscription Quousque tandem a été brandie au cours d'une manifestation contre le parti Fidesz de Viktor Orbán, ; une lettre ouverte de François Ruffin à Emmanuel Macron commence également par les mots « Jusqu’à quand, Monsieur Macron, abuserez-vous de notre patience ? ». Dans son roman La Peur, Gabriel Chevallier en fait une citation inexacte s’adressant à un supérieur hiérarchique abusant de son autorité.